# 怀荫堂
怀荫堂，是一座明代古民居，位于中国江苏省苏州市吴中区东山镇杨湾村，据形制推断其建筑年代约在明代中期，现存门楼、楼屋及两厢。其中楼屋面阔三间（12.35米），进深7米。
怀荫堂现状保存情况良好，所处周围历史环境杨湾古街亦未有大的改观，古风犹存，古街两旁保留着20多幢明清时期的古宅第。。
1982年3月25日，怀荫堂公布为第三批江苏省文物保护单位。2006年5月，怀荫堂与凝德堂、明善堂合并公布为第六批全国重点文物保护单位，名称“东山民居”。